# 赌侠
《賭俠》（英語：God of Gamblers II）是1990年由王晶執導的香港電影，為《賭神》、《赌圣》的續集，這是劉德華和周星馳首次合作演出的電影，也是周星馳和王晶合作的首部電影。香港於1990年12月13日上映，臺灣於1991年2月8日上映。香港票房收4034萬港元，僅次於《賭聖》位列1990年香港年度票房亞軍。本片是《賭聖》非官方續集，因版權問題賭聖的名字由「左頌星」更改為「周星祖」。

## 劇情
賭神高進的徒弟陳刀仔（劉德華飾）在美国擊敗了華僑戴安芬（黃志強飾）的挑釁後大受歡迎，賭神的朋友上山宏次（鹿村泰祥飾）決定帶小刀回香港，除了向媒體介紹他之外，也要宣布慈善賭場計畫；刀仔在香港則受龍五（向華強飾）保護，住在上山宏次提供的別墅。該別墅原本屬科威特人阿三所有，但上山宏次向小刀表示伊拉克入侵科威特後，阿三就破產了，所以別墅被上山買下。期間小刀遇到來訪的龍九（陳法蓉飾），小刀曾向其求愛但遭拒。
另一場景，賭神的對手「賭魔」陳金城（鮑漢琳飾）在赤柱監獄中受他的乾兒子海珊（單立文飾）與律師探望，陳金城在《賭神》中因誤殺罪名被判刑五年。律師向陳金城報告上訴英國樞密院減刑遭到駁回，海珊並向陳金城表示由於賭神躲在南美洲，向其復仇有所難度。因此提議向重出江湖的「賭俠」刀仔下手，讓賭神身敗名裂。陳金城提醒海珊小心最近剛出江湖的「賭聖」，海珊表示兩人都是他要對付的對象。海珊及手下黑豹（柯受良飾）將上山宏次殺死，因為他是唯一能證明小刀是賭俠的人。並且綁架龍五（由於龍五只要手上有槍，就沒法殺他。所以黑豹等人是在龍五用光子彈後，騎車出逃路上埋伏才得以綁架）。
周星祖（周星馳飾）和三叔（吳孟達飾）兩人向刀仔請求叫賭神收他為徒，但刀仔認為他倆可疑，一怒之下把他們趕走。阿星賴在刀仔家執意不走，想不到卻碰到海珊來滅口，幸得龍五保護三人，但龍五卻失手被抓。阿星、刀仔和三叔成功逃出。當小刀等人帶著警察回到山上時，卻發現海珊與黑豹已霸占上山宏次的房子並自稱是賭俠，刀仔卻因上山被殺以及龍五被抓而無法證明自己是賭俠。刀仔等人只好跑到山下刀仔的祖屋，先躲一陣子準備報仇。並發現科威特人阿三租了刀仔祖屋的樓下居住。
阿星以特異功能「天眼通」追查龍五下落，發現龍五被帶到夢蘿經營的酒吧。阿星與三叔前往酒吧調查時，遇到酒吧的主人夢蘿（張敏飾）。夢蘿表示她欣賞三叔，被夢蘿迷到神昏顛倒的三叔要求阿星教他特異功能。阿星在教他特異功能對其表示特異功能的禁忌：禁止將贏來的錢用來玩樂、禁止姦淫婦女、未散功不得罵髒話。然而三叔到夢蘿家賭錢贏得的錢卻交給夢蘿，以至三叔觸犯禁忌失去特異功能，連帶傳授特異功能給他的阿星也失去特異功能。原來這是海珊透過大軍知道阿星特異功能的禁忌，利用夢蘿設計令阿星的特異功能消失，海珊並綁架了三叔。
刀仔從報紙新聞推論海珊的目的是利用假賭神之意，辦一個假的慈善賭船計劃（會開至公海上的賭神號），用騙術騙所有豪賭客的錢。刀仔和阿星在賭神號開船前一天上船，但在海珊利用電腦及監視器作弊下輸給海珊。刀仔欲打電話給賭神證明自己身分時，又因為海珊手上以龍五和三叔為人質，兩人不敢輕舉妄動，只能認輸打道回府。
兩人在失意絕望之時，遭到收拾行李出門的阿三痛罵。阿三表示他們科威特人的國家沒有了，他都不怕了，明天他就要回去科威特跟萨达姆（即侵略科威特的伊拉克总统萨达姆·侯赛因，也是本片反派「侯赛因」名的由來）拚命。受到阿三的激勵，小刀與阿星決定鼓起勇氣，決定「小蝦米對大鯨魚（刀仔鋸大樹）」，靠真本事上船和海珊以賭術一博，於是一起前往賭神號。
隔日阿星欲與小刀出門對付海珊卻遭小刀打昏，阿星醒來後只看到要找尋龍五的龍九。龍九因為要陪香港總督夫人訪問，所以龍五遇襲時她不在場，她回來後發現龍五等人都消失了才找到小刀家。阿星遂與龍九上了賭船。小刀在賭船上以牙籤使海珊作弊失敗，反而贏了更多錢。遂使海珊決定調動原本要對付阿星的中國大陸特異功能好手大軍（程東飾）來對付小刀。
另一方面，阿星在賭船上找尋三叔與龍五下落時，遇到了被海珊囚禁的夢蘿，原來夢蘿欠了海珊一大筆債所以不得不聽從海珊命令，然而海珊除了要夢蘿還錢外還覬覦夢蘿身體。阿星在夢蘿愛情的幫助下回復了特異功能。在賭船上，阿星與大軍展開特異功能的較勁。最終在阿星與刀仔合作之下，使大軍中計未散功就罵髒話而失去特異功能，並救出了龍五與三叔。龍五在與黑豹槍戰中殺了黑豹。阿星與小刀揭穿了海珊的假面目，迫使海珊當眾承認自己假扮賭俠，放棄對夢蘿的債權。最後阿星也如願見到賭神高進。

## 角色
| 演員                            | 角色                     | 備註 |
| 劉德華                          | 陳刀仔                   | 綽號：賭俠 刀仔；Michael Chan 賭神徒弟 龍五朋友 周星祖朋友及師兄 粵語部份對白配音：李學斌、黃志成 國語配音員：徐健春                                                                             |
| 周星馳                          | 周星祖                   | 綽號：賭聖 星仔 三叔之侄 後成為賭神徒弟 龍五朋友 陳刀仔朋友及師弟 國語配音員：石班瑜 |
| 吳孟達                          | 三叔                     | 黑仔達 周星祖之三叔 |
| 向華強                          | 龍五                     | 賭神高進、陳刀仔和周星祖朋友 粵語配音員：盧雄 |
| 張敏                            | 夢蘿                     | 長相與綺夢相似，周星祖之傾慕對象，後為情人 侯賽因債務人 粵語配音員：曾秀清 |
| 陳法蓉                          | 龍九                     | 龍五的妹妹 香港警察政治部高級督察 受命保護陳刀仔 粵語配音員：曾慶珏 |
| 單立文                          | 侯賽因（海珊）           | 陳刀仔和周星祖之敵人 夢蘿之債權人，片尾中受阿星所迫放棄。 在警察面前冒認自己是陳刀仔（此片段被刪減） 陳金城乾兒子，冒充賭俠假賭神之名運用千術騙錢，最後被陳刀仔和周星祖聯手擊敗 粵語配音員：陳欣 |
| 柯受良                          | 黑豹                     | 侯賽因手下，職業刺客 殺害上山宏次 （此片段被刪減） ，綁架龍五和三叔，冒充龍五 最後被龍五擊斃 粵語配音員：馮志輝                                                                                  |
| 程東                            | 大軍                     | 陳刀仔和周星祖之敵人 賭聖剋星 侯賽因手下 擁有特異功能，最後被周星祖擊敗，功力盡失 （該角色原型為中國特異功能大師张宝胜） 粵語配音員：張炳強                                                      |
| 梁聰                            | 慈善記者會主持人（客串） | 粵語配音員：盧雄 |
| 黃志強                          | C.N.戴（客串）           | 台譯：戴安芬 三藩市新移民 慈善記者會上和陳刀仔對賭 粵語配音員：張炳強 |
| 王瑋                            | 王晶姐姐（客串）         | 舞小姐 周星祖及三叔的同屋租客 粵語配音員：曾慶珏 |
| 鹿村泰祥                        | 上山宏次（客串）         | 賭神朋友 最後被侯賽因手下黑豹殺害（此片段被刪減） 粵語配音員：陳欣 |
| 黃斌                            | 烏鴉（客串）             | 陳刀仔跟班 (小弟) 不太聰明，但尊重刀仔 粵語配音員：張炳強 |
| 鮑漢琳                          | 陳金城（客串）           | 新加坡賭王 綽號：賭魔 侯賽因乾爸 因曾於香港水域範圍殺人被判監 粵語配音員：盧雄 |
| 文逊·艾哈迈德 （Mansook Ahmed） | 阿三                     | 科威特人，曾經是山上豪宅屋主，因海湾战争失去所有財產，而借住在刀仔的祖屋。 痛罵失意的刀仔及阿星後，並決定返國與萨达姆·侯赛因拼死一戰。 粵語配音員：馮志輝                                        |
| 成奎安                          | 大口九（客串）           | 鄉村士多非法賭檔話事人 粵語配音員：陳永信 |
| 梁啟智                          | 瘋標（客串）             | 粵語配音員：陳欣 |
| 龍彪                            | 賭客（客串）             | 粵語配音員：馮志輝 |
| 黃雄                            | 賭客（客串）             | 粵語配音員：盧雄 |
| 王晶                            | 冚家剷（客串）           | 陳刀仔、周星祖居住的祖屋鄰居 粵語配音員：陳永信 |
| 周潤發                          | 高進（客串）             | 賭神，陳刀仔跟周星祖的師父（片尾時出現） 粵語配音員：陳欣 |
| 李兆基                          | 囚犯                     | （香港版本被剪去，台灣版本保留） |

## 功力

### 天眼通
叫法特別：天（高音）眼通（重音）
可觀看到十分遠的人物。

### 催眠
可改變他人腦電波，令人產生幻覺。

### 搓牌
將牌搓成想要的牌。

## 金句
- 龍五的手上只要有槍，誰都沒有辦法殺他：出現在侯賽因與黑豹要對付龍五的時候，黑豹對海珊的說明。最後黑豹是利用龍五彈盡援絕，騎車逃出時將其綁架。（僅出現於台灣版本）
- 你們兩個還算是男人嗎？：當年正值海湾战争，科威特裔人士阿三得悉國家將亡，準備回國跟萨达姆·侯赛因拚命，在臨行前訓斥了小刀和阿星。[2]
- 任何人只要有300萬美金，都可以參加慈善撲克王大賽：出自賭船上海珊名言。
- 同花鬥不過葫蘆？，語出賭船上阿星詢問小刀。遭大軍反譏「同花鬥不過葫蘆？那你爸也會變成老外！（花都可以打到夫佬？咁你老豆都變鬼佬！）」（台灣版本的國語配音則是改成「同花打不打得過Full House？那除非你爸老變成兔子！」）結果阿星其實是同花加上順子，是同花順。
- 你知道、我知道、獨眼龍也知道：在賭「賭寶」時，阿星用特異功能、小刀聽出三顆骰子是「一、二、三，六點小」，並同時向對方確認此事。此時小刀便對阿星說：「你知道、我知道、獨眼龍眼知道」，因為大軍也有特異功能，也能看出骰子點數。

## 軼事

### 英文片名問題
本片的英文片名是「God of Gamblers II」，直譯即《賭神》第二集。這使得1994年才上映的《賭神2》只能翻譯成「God of Gamblers' Returns」。而《赌侠2之上海滩赌圣》的英文是「God of Gamblers Part III: Back to Shanghai」，即《賭神》第三集；但《賭神3之少年賭神》卻又叫做「God of Gamblers 3: The Early Stage」，因此有兩個「第三集」。

## 續集
| 年份 | 片名               | 主角   |
| 1991 | 赌侠2之上海滩赌圣  | 周星馳 |
| 1998 | 賭俠1999           | 劉德華 |
| 1999 | 賭俠大戰拉斯維加斯 | 劉德華 |
| 2000 | 中華賭俠           | 古天樂 |
| 2002 | 賭俠2002           | 張家輝 |
| 2003 | 賭俠之人定勝天     | 張家輝 |

## 註解
1. ↑  三叔問說那男人呢，阿星表示男人可以。

## 外部連結
- 開眼電影網上《赌侠》的資料（繁體中文）
- 豆瓣电影上《赌侠》的資料 （简体中文）
- 时光网上《赌侠》的資料（简体中文）
- 香港影庫上《赌侠》的資料（繁體中文）
- AllMovie上《赌侠》的资料（英文）
- 爛番茄上《赌侠》的資料（英文）
- 互联网电影数据库（IMDb）上《赌侠》的资料（英文）